# Světový fond na ochranu přírody
Světový fond na ochranu přírody (originálně WWF - World Wide Fund For Nature, zkráceně WWF), dříve Světový fond divočiny (anglicky World Wildlife Fund), je mezinárodní nezisková organizace podporující ochranu divoké přírody. S více než 5 miliony příznivců po celém světě je největší organizací takového zaměření. Ve svém znaku má ohroženou pandu velkou. Jejím hlavním cílem je budování takového světa, ve kterém budou lidé žít v harmonii s přírodou. Zaměřuje se na ochranu ohrožených druhů a zejména na zachování biologické rozmanitosti v lesních, mořských a sladkovodních ekosystémech.
Organizace má pobočky ve 42 zemích a jednu mezinárodní pobočku. V České republice se angažuje při záchraně lesů na Šumavě a chce se podílet i na přípravě projektu na záchranu lužního lesa na pomezí Česka, Rakouska a Maďarska.
Prioritní oblasti zájmu:
- lesy
- oceány

- živočišné druhy
- potraviny
- klima a energetika
- sladkovodní ekosystém[3]

## Historie
Fond oficiálně vznikl 29. dubna 1961. Panda velká byla zvolena pro logo jako celosvětově známý ohrožený druh a také proto, že náklady na tisk černobílého loga byly nižší. U zrodu fondu stál Brit Peter Scott a britský biolog Julian Huxley, který byl při svých cestách po Africe svědkem mizení přírodních druhů i stanovišť příhodných pro jejich život. Důležitou roli pro prvotní rozvoj fondu hrál holandský princ Bernhard.
Již během prvních let se fondu podařilo shromáždit významné finanční prostředky. Při realizaci projektů začal spolupracovat s vládami i průmyslovými podniky. K jeho prvním úspěchům patřilo vyhlášení národního parku Doñana ve Španělsku. Fond se také zasazoval o ochranu přírody Galapág, přispěl k mezinárodnímu zákazu obchodu se slonovinou a záchraně asijských tygrů.

## Kritika
Světový fond na ochranu přírody vydává zprávu Living Planet, která ale bývá kritizována pro špatnou metodologii a přehnaná tvrzení.
Ruská pobočka WWF byla v březnu 2023 nejprve zařazena na seznam údajných zahraničních agentů a 21. června 2023 generální prokuraturou de facto zakázána označením za nežádoucí organizaci, s odůvodněním, že „vede tendenční kampaně proti energetickému a ropnému průmyslu, čímž představuje hrozbu ruské ekonomice“.